# Jamie Hanson
James William Hanson (né le 10 novembre 1995 à Burton upon Trent dans les Midlands de l'Ouest) est un footballeur anglais, qui joue au poste de milieu de terrain.

## Biographie
Avec l'équipe d'Angleterre des moins de 20 ans, il participe au Tournoi de Toulon en 2015.
Le 25 janvier 2017, il est prêté à Wigan Athletic.
Le 9 août il rejoint Oxford United.